# Мінакова Олександра Анатоліївна
Олександра Анатоліївна Мінакова (11 липня 1981, Запоріжжя) — українська волейболістка, нападниця. Виступає за «Кряж-Медуніверситет». Кандидат у майстри спорту.
Кар'єра: «Орбіта» (м. Запоріжжя), «Іскра» (м. Луганськ), «Енергія» (м. Енергодар), «Регіна» (м. Рівне), МГФСО (м. Москва, Росія), ЗГІА (м. Запоріжжя), «Університет Чукурова» (тур. Çukurova Üniversitesi, м. Адана, Туреччина), «Златогор» (м. Черкаси).
Виступала за юнацьку збірну України, учасник чемпіонату світу.